# R.530
Im Jahr 1954 begann die französische Firma Matra die Entwicklung der R.530. Sie ist eine Luft-Luft-Rakete für Kurzstrecken, die seit 1963 von der französischen Luftwaffe eingesetzt wird. Es wurden zwei Varianten entwickelt; eine mit einem halbaktiven Radarsuchkopf und eine zweite mit Infrarotsuchkopf. Die Zelle der R.530 ähnelt mit ihren vier großen Deltaflügeln und der langgezogenen Nase eher einer AS.34 Kormoran oder der AS.37 Martel-Luft-Boden-Rakete als einer sonst eher schlanken Luft-Luft-Rakete.
Die R.530 wurde später zur Super 530 weiterentwickelt.

## Einsatzstaaten
- Argentinien 40
- Australien 100
- Brasilien 30
- Frankreich
- Israel
- Jordanien 75
- Kolumbien 30
- Libanon 15
- Libyen 70
- Marokko 200
- Pakistan 40
- Spanien
- Venezuela 20